# Neolophonotus molestus
Neolophonotus molestus là một loài ruồi trong họ Asilidae. Neolophonotus molestus được Londt miêu tả năm 1988. Loài này phân bố ở vùng nhiệt đới châu Phi.